# Oligoporus
Genre
Oligoporus est un genre de champignons basidiomycètes de la famille des Fomitopsidaceae (anciennement des Polyporaceae).

## Synonyme
- Genre Postia Fr. 1874 - famille des Fomitopsidaceae.

## Espèces
- Oligoporus africanus
- Oligoporus alni
- Oligoporus balsaminus
- Oligoporus caesius
- Oligoporus cretaceitextus
- Oligoporus davidiae
- Oligoporus hydnoidea
- Oligoporus lacteus
- Oligoporus norrlandicus
- Oligoporus parvus
- Oligoporus romellii
- Oligoporus tephroleucus
- Oligoporus subcaesius
- Oligoporus stipticus